# Orcya catharina
Orcya catharina är en fjärilsart som beskrevs av Max Wilhelm Karl Draudt 1920. Orcya catharina ingår i släktet Orcya och familjen juvelvingar. Inga underarter finns listade i Catalogue of Life.